# Ние жените
„Ние жените“ (на италиански: Siamo donne) е италиански антологичен филм от 1953 година, съдържащ пет отделни сегмента без сюжетна връзка помежду им. Режисиран е от Джани Франчолини, Алфредо Гуарини, Роберто Роселини, Лукино Висконти и Луиджи Дзампа.

## Сюжет

### Конкурс: 4 актриси – 1 надежда
Епизодът разказва историята на конкурса „Четирите актриси – една надежда“, целта на който е да се избере млада актриса, която да участва във филма „Ние жените“. Историята е от името на Анна Амендола, която мечтае за кариера на актриса.

### Алида Вали
Алида, уморена от многобройните си ангажименти, пренебрегва изискан бал и откликва на поканата на своята масажистка Ана, която се жени. Въпреки че там е в средата на обикновени хора, тя отново е принудена да играе ролята на филмова звезда.

### Ингрид Бергман
Ингрид забелязва, че нейната градина с рози е изровена и скоро открива, че виновник за това е съседското пиле. Актрисата започва да се бори с птицата и нейната собственичка.

### Иза Миранда
Иза е постигнала голям успех като актриса, но тя все още няма деца. Един ден на път от дома си към студиото тя чува шум от експлозия и вижда момче с окървавена ръка. Актрисата го отвежда в болница, а след това в дома му, където вижда неговите братя и сестри. Този инцидент я кара да съжалява за липсата на свои деца и усеща самотата.

### Ана Маняни
Ана разказва забавна история от живота си. Пристигайки с такси до театъра, тя влиза в спор с шофьора дали да плати допълнително една лира за превоз на малкото си куче (дакел). Всичко зависи от размера на животното: за малки кучета не трябва да се плаща допълнително. Въпреки това, как да се определи дали кучето е малко? Таксиметровият шофьор казва, че кучето е голямо и трябва да плати допълнително. Ана отива в полицейското управление, за да се изясни истината.

## Епизоди и режисьори
| Режисьор         | Име                             | Име в оригинал                    |
| ---------------- | ------------------------------- | --------------------------------- |
| Алфредо Гуарини  | „Конкурс: 4 актриси; 1 надежда“ | „Concorso: 4 Attrici; 1 Speranza“ |
| Джани Франчолини | „Алида Вали“                    | „Alida Valli“                     |
| Роберто Роселини | „Ингрид Бергман“                | „Ingrid Bergman“                  |
| Луиджи Дзампа    | „Иза Миранда“                   | „Isa Miranda“                     |
| Лукино Висконти  | „Ана Маняни“                    | „Anna Magnani“                    |

## В ролите

### Конкурс: 4 актриси; 1 надежда
| Актьор           | Роля      |
| ---------------- | --------- |
| Анна Амендола    | Анна      |
| Ема Даниели      | Ема       |
| Кристина Дория   | Кристина  |
| Кристина Фантони | Кристина  |
| Маделейне Фишер  | Маделейне |

### Алида Вали
| Актьор     | Роля  |
| ---------- | ----- |
| Алида Вали | Алида |

### Ингрид Бергман
| Актьор         | Роля            |
| -------------- | --------------- |
| Ингрид Бергман | Ингрид          |
| Ренцо Роселини | Ренцо           |
| Алба Сетачоли  | Госпожа Ановаци |

### Иза Миранда
| Актьор      | Роля |
| ----------- | ---- |
| Иза Миранда | Иза  |

### Ана Маняни
| Актьор     | Роля |
| ---------- | ---- |
| Ана Маняни | Ана  |